# Julian Jabczyński

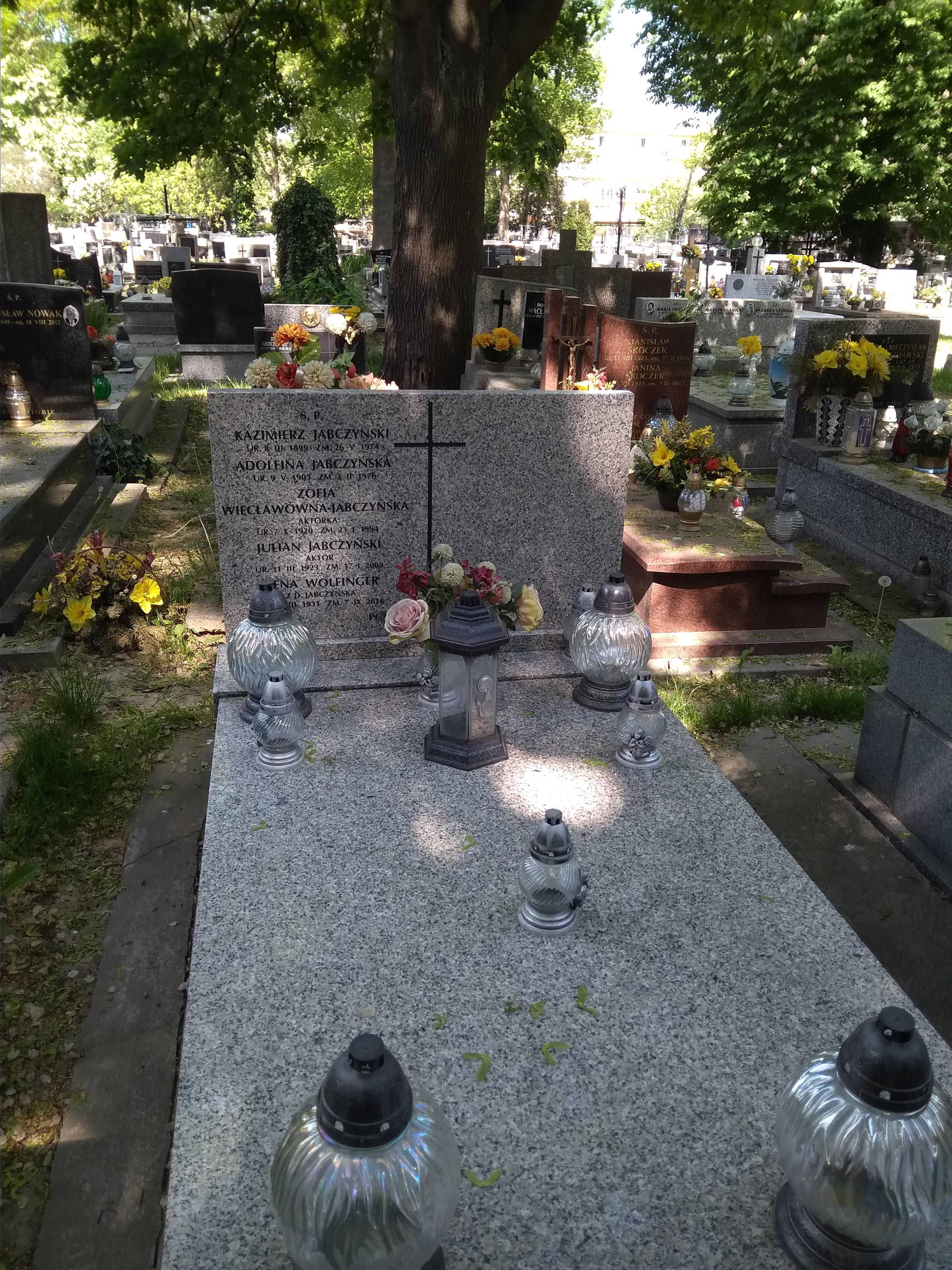
Grób Juliana Jabczyńskiego na cmentarzu Rakowickim w Krakowie (kwatera L, rząd 3, miejsce 29)

Julian Jabczyński (ur. 31 marca 1923 w Stanisławowie, zm. 17 stycznia 2008 w Krakowie) – polski aktor teatralny i filmowy. Debiutował w operetce Zemsta nietoperza w Teatrze Muzycznym Towarzystwa Przyjaciół Żołnierza w 1945 roku. Poza krótkimi epizodami w swojej karierze, kiedy to występował w Teatrze Ziemi Opolskiej w Opolu (1946-1947) i Teatrze Wybrzeże w Gdańsku (1948-1949), gdzie współpracował z Iwo Gallem, nieprzerwanie związany ze scenami krakowskimi: z Teatrem im. Juliusza Słowackiego (1945-1946), (1954-1956) i (1966-1979), Teatrem Kameralnym T.U.R. (1947-1948), Teatrem Dramatycznym (1949-1954), Teatrem Starym (1956-1964), Teatrem Ludowym (1964-1966) i Teatrem Bagatela (1979-1988).
Z przeszło 100 zagranych ról, najbardziej cenił zagrane w sztukach Mrożka: Kapitana w Indyku, Grubego w Na pełnym morzu, Generała w Śmierci porucznika, Mata Urbana w Huraganie na Cainie i Hotelarza w Dziewięciu bez winy. Grywał u tak wybitnych reżyserów jak: Lidia Zamkow, Jerzy Kreczmar, Jerzy Jarocki czy Jan Biczycki.
Przez ponad 30 lat występował też w Jamie Michalika.
Posiadał także na swoim koncie prawie 30 ról filmowych.
Był mężem aktorki i tancerki Zofii Więcławówny.
Spoczywa na cmentarzu Rakowickim w Krakowie.

## Filmografia
- Podhale w ogniu (1955)
- Zaczarowany rower (1955) – Węgier Harandy, lider wyścigu
- Rękopis znaleziony w Saragossie (1964) – Towald
- Jowita (1967) – mężczyzna rozmawiający z Lolą
- Lalka (1968) – Mraczewski, subiekt w sklepie Wokulskiego
- Bolesław Śmiały (1971)
- Fernando i humaniści (1973) – Tadeusz Siestrzyński
- Janosik (1973) (odcinek 7)
- Sanatorium pod Klepsydrą (1973) – Dostojnik
- Wielka miłość Balzaka (1973) – wierzyciel Balzaka (odcinek 6)
- Linia (1974) – Jerzy Bukowski, ojciec Katarzyny
- Jej powrót (1975) – pracownik wydawnictwa
- Ocalić miasto (1976)
- Gdzie woda czysta i trawa zielona (1977) – kierownik kwaterunku
- Śmierć prezydenta (1977) – Hrabia Stefan Przeździecki, dyrektor Gabinetu Ministra Protokołu Dyplomatycznego MSZ
- Wodzirej (1977) – mężczyzna przedstawiający się Lutkowi w trakcie próby imprezy w hali sportowej
- Wysokie loty (1978)
- Z biegiem lat, z biegiem dni... (1980) – Jan Michalik, właściciel kawiarni (odcinek 6)
- Jak się pozbyć czarnego kota (1984) – Hrabia
- Blisko, coraz bliżej (1986) – Dyrektor szkoły (odcinek 12)
- Schodami w górę, schodami w dół (1988) – Drukowski, właściciel pensjonatu „Krywań”
- Modrzejewska (1989) – mężczyzna w teatrze agitujący, by nie witać oklaskami Modrzejewskiej (odcinek 5)
- Opowieść o Józefie Szwejku i jego drodze na front (1996) (odcinek 7)
- Sława i chwała (1997) – Zgorzelski, ojciec Zofii (odcinek 4)